# Kotówek
Kotówek – wieś w Polsce położona w województwie podlaskim, w powiecie łomżyńskim, w gminie Jedwabne. 
Od południa wieś sąsiaduje z miejscowością Kotowo Stare, a od północy ze wsią Kotowo-Plac. 
Wierni kościoła rzymskokatolickiego należą do parafii św. Jakuba Apostoła w Jedwabnem.

## Historia
Historycznie wieś leży na Mazowszu, na ziemi wiskiej. Nazwa miejscowości wywodzi od jaćwieskiego słowa: kotus, tzn. bezwartościowy, marny. W pobliżu znajduje się częściowo zniszczone grodzisko i ślady po dymarkach. Na okolicznych łąkach jest mnóstwo rudy darniowej.
W roku 1827 miejscowość liczyła 10 domów i 65 mieszkańców. 
Pod koniec XIX wieku Kotówko, wieś drobnoszlachecka w powiecie łomżyńskim, gmina Bożejewo, parafia Jedwabne.
Według Powszechnego Spisu Ludności z 1921 roku wieś zamieszkiwało 115 osób w 18 budynkach mieszkalnych. Miejscowość należała do parafii rzymskokatolickiej w Jedwabnem. Podlegała pod Sąd Grodzki i Okręgowy w Łomży; właściwy urząd pocztowy mieścił się w Wiźnie.
W wyniku napaści ZSRR na Polskę we wrześniu 1939 miejscowość znalazła się pod okupacją sowiecką. Od czerwca 1941 roku pod okupacją niemiecką. Od 22 lipca 1941 r.  do wyzwolenia włączona w skład okręgu białostockiego III Rzeszy.
W latach 1975–1998 miejscowość należała administracyjnie do województwa łomżyńskiego.